# Dorama
Dorama (Japans: テレビドラマ, Romaji: terebi dorama, letterlijk televisiedrama) zijn Japanse televisieseries die een groot deel van het avondprogramma bepalen. Dorama bestaat gewoonlijk uit 9 tot 14 afleveringen van elk 45 minuten en kan het beste worden vergeleken met een miniserie.

## Beschrijving
Dorama bestaat al sinds de invoering van reguliere televisie in 1953. Het dramagenre werd zeer populair eind jaren 80 tot begin jaren 90 van de twintigste eeuw.
Het plot omvat vrijwel alle genres, zoals komedie, detectives en familiedrama, maar het merendeel valt in het genre romantiek. Veel dorama's hebben een voltooide verhaallijn, maar er zijn ook doorlopende series. Ook worden specifieke dorama's alleen in een bepaald seizoen uitgezonden.
De meeste dorama's worden uitgezonden tussen acht en tien uur 's avonds, in de zogenaamde 'gouden tijd'. De belangrijkste doelgroep voor deze programma's zijn jonge, ongetrouwde vrouwen tussen 22 en 35 jaar.
Dorama-acteurs komen vaak uit de Japanse muziekscene. Deze trend neemt sinds eind jaren tachtig toe en is mede verantwoordelijk voor de populariteit van het huidige Dorama. Een voorbeeld is acteur Takuya Kimura, die startte als lid in de band SMAP. Hij verscheen begin jaren negentig voor het eerst in doramaseries.

## Bekende Japanse dorama's
- Hanzawa Naoki
- Liar Game
- Kaseifu no Mita
- Dear Sister
- Innocent Love
- Oshin
- AIBOU: Tokyo Detective Duo
- Hana Yori Dango
- 1 Litre no Namida
- Long Vacation
- Code Blue
- Mito Kōmon
- Hanazakari no Kimitachi e
- Ikebukuro West Gate Park